# Amphoe Suwannakhuha
Amphoe Suwannakhuha (thailändisch อำเภอ สุวรรณคูหา, Aussprache: ʔām.pʰɤ̄ː sù.wān.nā.kʰūː.hǎː) ist ein Landkreis (Amphoe – Verwaltungs-Distrikt) im Norden der  Provinz Nong Bua Lamphu. Die Provinz Nong Bua Lamphu liegt im westlichen Teil der Nordostregion von Thailand, dem so genannten Isan.

## Geographie
Benachbarte Landkreise und Gebiete sind (von Süden im Uhrzeigersinn): Amphoe Na Klang der Provinz Nong Bua Lamphu, Amphoe Na Duang in der Provinz Loei, sowie die Amphoe Nam Som, Ban Phue und Kut Chap in der Provinz Udon Thani.

## Geschichte
Suwannakhuha wurde am 17. Juli 1973 zunächst als „Zweigkreis“ (King Amphoe) eingerichtet, indem die drei Tambon Na Si, Ban Khok und Na Di vom Amphoe Na Klang abgetrennt wurden. 
Am 25. März 1979 wurde er zum Amphoe heraufgestuft. 
Im Jahr 1993 war Suwannakhuha einer der fünf Landkreise der Provinz Udon Thani, aus denen die neue Provinz Nong Bua Lam Phu geschaffen wurde.

## Verwaltung

### Provinzverwaltung
Der Landkreis Suwannakhuha ist in acht Tambon („Unterbezirke“ oder „Gemeinden“) eingeteilt, die sich weiter in 91 Muban („Dörfer“) unterteilen.
| Nr. | Name         | Thai     | Muban | Einw.  |
| --- | ------------ | -------- | ----- | ------ |
| 01. | Na Si        | นาสี      | 14    | 08.521 |
| 02. | Ban Khok     | บ้านโคก   | 15    | 12.574 |
| 03. | Na Di        | นาดี      | 13    | 10.651 |
| 04. | Na Dan       | นาด่าน    | 11    | 08.976 |
| 05. | Dong Mafai   | ดงมะไฟ   | 13    | 10.097 |
| 06. | Suwannakhuha | สุวรรณคูหา | 08    | 05.391 |
| 07. | Bun Than     | บุญทัน     | 09    | 06.077 |
| 08. | Kut Phueng   | กุดผึ้ง     | 08    | 05.845 |

### Lokalverwaltung
Es gibt fünf Kommunen mit „Kleinstadt“-Status (Thesaban Tambon) im Landkreis:
- Na Di (Thai: เทศบาลตำบลนาดี) besteht aus dem gesamten Tambon Na Di.
- Na Dan (Thai: เทศบาลตำบลนาด่าน) besteht aus dem gesamten Tambon Na Dan.
- Bun Than (Thai: เทศบาลตำบลบุญทัน) besteht aus dem gesamten Tambon Bun Than.
- Ban Khok (Thai: เทศบาลตำบลบ้านโคก) besteht aus Teilen des Tambon Ban Khok.
- Suwannakhuha (Thai: เทศบาลตำบลสุวรรณคูหา) besteht aus Teilen der Tambon Suwannakhuha, Na Si und Kut Phueng.

Außerdem gibt es vier „Tambon-Verwaltungsorganisationen“ (องค์การบริหารส่วนตำบล – Tambon Administrative Organizations, TAO):
- Na Si (Thai: องค์การบริหารส่วนตำบลนาสี)
- Ban Khok (Thai: องค์การบริหารส่วนตำบลบ้านโคก)
- Dong Mafai (Thai: องค์การบริหารส่วนตำบลดงมะไฟ)
- Kut Phueng (Thai: องค์การบริหารส่วนตำบลกุดผึ้ง)